# Fürstengrab von Leubingen
Das Fürstengrab von Leubingen ist das größte erhaltene frühbronzezeitliche Fürstengrab der Aunjetitzer Kultur. Es befindet sich bei Leubingen, einem Ortsteil von Sömmerda (Thüringen). Die Hügelgräber der Aunjetitzer Kultur bilden einen besonderen Grabtypus, der sich durch gewaltige, weithin sichtbare Großgrabhügel mit reichhaltigen Beigaben von den normalen Bestattungen seiner Kultur abhebt und Anlass war, einen ganzen Kulturkreis als Leubinger Gruppe zu bezeichnen.
Im Jahr 1877 wurden am Leubinger Hügel Ausgrabungen durchgeführt. Im oberen Bereich wurden slawische Gräber aus der Zeit zwischen 700 und 1000 n. Chr. gefunden. Es handelte sich um Nachbestattungen in der älteren bronzezeitlichen Hügelschüttung. Auf Bodenniveau stießen die Ausgräber auf eine unversehrte, zeltförmige Totenhütte aus Eichenholz, die in die Aunjetitzer Kultur zwischen 2200 und 1600 v. Chr. datiert wird. Um den Grabhügel als monumentales Denkmal zu erhalten, wurde er nach Abschluss der Grabungen wieder auf die ursprünglichen Maße aufgeschüttet.

## Lage und Datierung

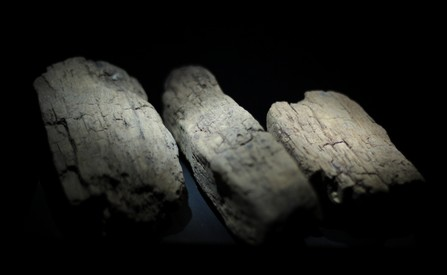
Holzbohlen der Totenhütte.

Der Grabhügel hatte vor der Ausgrabung eine Höhe von etwa 8,5 Metern, einen Durchmesser von etwa 34 Metern und einen Umfang von etwa 145 Metern. Damit gehört er zu den größten Grabhügeln Mitteleuropas. Die hölzerne Grabkammer konnte dendrochronologisch auf 1942 ± 10 v. Chr. datiert werden. Die kleine Unsicherheit der Datierung resultiert aus der Tatsache, dass bei den bearbeiteten Holzstämmen die Waldkante, also die äußeren Jahrringe, nicht mehr erhalten waren.
Der Hügel befindet sich an einem schon damals genutzten Handelsweg in einer Talebene (Thüringer Becken) und stellt mit seiner Höhe einen prominenten Geländepunkt dar.
Neuere Untersuchungen in den Jahren 2017/18 haben ergeben, dass der Hügel nicht nur einen Durchmesser von 34 Metern hat, sondern es konnte nach Ausgrabungen am Hügelfuß nachgewiesen werden, dass der Durchmesser ursprünglich mindestens 50 Meter betrug.

## Die Ausgrabung unter Friedrich Klopfleisch 1877

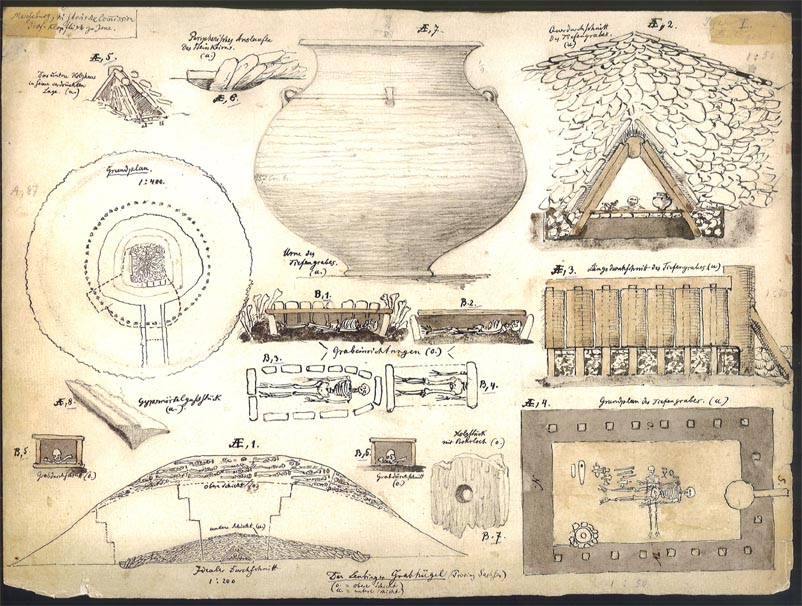
Skizze aus dem Grabungstagebuch von Friedrich Klopfleisch. Unten links ist der Querschnitt des Grabhügels abgebildet (A1) mit Steinbedeckung der Totenhütte aus der Bronzezeit im unteren Bereich und den jüngeren slawischen Gräbern im oberen Bereich.

Der Grabhügel wurde 1877 unter Leitung des Jenaer Universitätsprofessors Friedrich Klopfleisch ausgegraben. Dieser dokumentierte und beschrieb in seinem Tagebuch die Beschaffenheit des Hügels und die Anordnung der einzelnen Gegenstände, so dass sich der Zustand des Grabes gut rekonstruieren lässt.
Zunächst wurden im oberen Bereich der bronzezeitlichen Hügelschüttung siebzig menschliche Skelette gefunden. Bestattungssitte und Schmuckbeigaben lassen diese slawischen Gräber in die Zeit zwischen 700 und 1000 n. Chr. datieren. Solche Nachbestattungen in älteren Hügelschüttungen sind nicht ungewöhnlich. Auf Bodenniveau stießen die Ausgräber auf eine unversehrte, zeltförmige Totenhütte aus Eichenholz, die in die Aunjetitzer Kultur (2200–1600 v. Chr.) datiert wurde.
Der Boden war sorgfältig geglättet, mit Steinen ausgelegt und mit Holzdielen bedeckt. Die Grundfläche der Grabkammer maß 3,90 m × 2,10 m und war nord-südlich orientiert. Die schrägen Seitenwände bestanden aus Eichenbohlen, die mit Zapfen im Boden befestigt und an den oberen Enden durch Sparren verankert waren. Darauf befand sich eine 15 cm dicke Schilflage, die außen mit Kalkmörtel bedeckt war. Über der Totenhütte wölbte sich eine bis 2,5 m mächtige Steinabdeckung aus weißem und rotem Sandstein, der aus dem Umkreis mit Entfernungen bis zu 30 km herbeigeschafft wurde. Die Erdschicht über den Steinen war 70 cm dick festgestampft; die äußerste Schicht bestand aus lockerem Boden.
Nachbildungen der Grabkammer befinden sich im Museum für Ur- und Frühgeschichte Thüringens in Weimar, im Landesmuseum für Vorgeschichte in
Halle (Saale) und in der Leubinger Heimatstube. Von der Heimatstube leiten Hinweisschilder den Besucher zum Grabhügel, der nach der Ausgrabung wieder aufgeschüttet wurde und heute ein Bodendenkmal ist.

## Die Bestattung und die Grabbeigaben

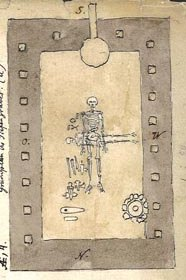
Skizze der Totenhütte mit den Beigaben.

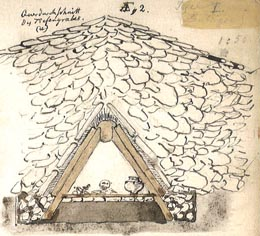
Die zeltförmige Totenhütte und die Steinpackung darüber

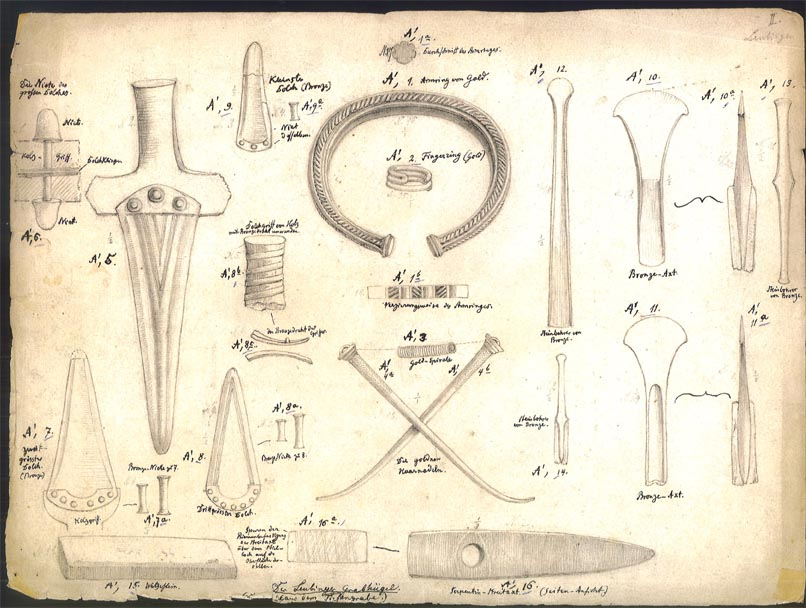
Skizze der Grabbeigaben aus dem Grabungstagebuch von Klopfleisch.

Nach den Aufzeichnungen von Friedrich Klopfleisch barg die Grabkammer eine Doppelbestattung, wobei die Hauptbestattung ein älterer männlicher Erwachsener mit Altersgicht und abgenutzten Zähnen war. Er lag mit ausgestreckten Beinen auf dem Rücken, den Kopf in Richtung Norden.
Als quer über den Hüften des Toten liegend wurde das Skelett eines etwa zehnjährigen Kindes beschrieben. Es waren nur zwei Röhrenknochen der Arme erhalten, bei denen das Alter bestimmt werden konnte; andere Knochen des Kinderskeletts wurden nicht gefunden. Da Klopfleisch der Ansicht war, die fehlenden Knochen seien vergangen, zeichnete er sie in seiner Skizze mit ein. Zum Zeitpunkt der Graböffnung fand keine anthropologische Untersuchung statt. Der Ausgräber war sich also nicht sicher, ob es sich um eine Totenfolge oder um ein gleichzeitig verstorbenes Kind handelte. Da aber nur die beiden Knochen gefunden wurden, ist anzuzweifeln, ob überhaupt ein Kind bestattet wurde – möglicherweise waren die Knochen nur als Beigabe mit im Grab. Die Zeichnung Klopfleischs von der Totenhütte zeigt demnach nicht die tatsächliche Befundsituation, sondern bei den Skeletten eine Rekonstruktion nach Meinung des Ausgräbers.
Unterhalb des linken Fußes des Toten befand sich ein großes Tongefäß (ca. 35 cm hoch), das von Steinen umgeben war. Scherben von mehreren anderen Gefäßen befanden sich am Boden der Grablege. Am rechten Fuß lagen ein steinerner Amboss- oder Probierstein und ein Schuhleistenkeil aus Serpentin. An Letzterem befanden sich Reste von Riemen zur Befestigung an einem Stiel. Dieser reichte nach Klopfleisch bis zur rechten Hand des Toten.
Oberhalb davon waren ein Stabdolch und drei Dolchklingen aus Bronze gekreuzt und nord-südlich bzw. ost-westlich orientiert niedergelegt. Die Dolche hatten ursprünglich mit breitem Bronzedraht umwickelte Griffe aus Weißdorn- und Eschenholz und steckten in Dolchscheiden aus Leder und Eichenrinde. Dies konnte durch mikroskopische Untersuchungen festgestellt werden. In der Nähe des rechten Fußes lagen zwei gekreuzte Randleistenbeile mit Resten der Holzstiele. Beim oberen Dolchpaar, in Reichweite der rechten Hand, lagen drei Bronzemeißel. Rechts neben dem Toten waren in Kopfhöhe mehrere Goldgegenstände niedergelegt. Es handelte sich um zwei Ösenkopfnadeln, zwei Noppenringe, ein Spiralröllchen und einen Armring. Das Gesamtgewicht des Goldes betrug 256,113 g.
In der weiteren Umgebung des Grabhügels gab es weitere Funde der Aunjetitzer Kultur. 1953–1955 wurde bei Großbrembach ein Gräberfeld ausgegraben und im Jahre 2011 wurden bei Dermsdorf ein Beilhort und die Pfostensetzung eines frühbronzezeitlichen Langhauses entdeckt. Das Gebäude hatte eine Fläche von 462 m² und war damit eines der größten der mitteldeutschen Frühbronzezeit. Keramikfunde machen die zeitliche Nähe zum Fürstengrab wahrscheinlich, denn sie weisen ähnliche Verzierungen und Formen wie die Leubinger Beigaben auf. Vor der Stirnseite des Langhauses wurde ein umfangreicher, aus Bronzebeilen bestehender Hortfund gemacht, der auf eine herausragende Stellung der Bewohner des Hauses schließen lässt.

## Interpretationen

### Beigaben

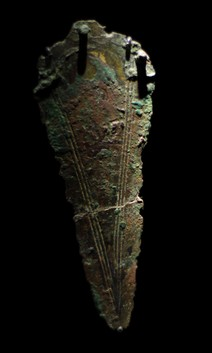
Klinge eines Bronzedolches

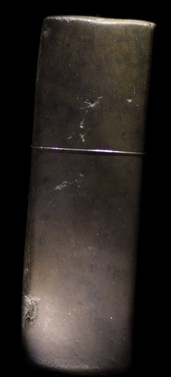
Der Amboss- oder Probierstein aus dem Fürstengrab

Die Beigabe in Gräbern der Aunjetitzer Kultur bestand normalerweise aus nur einem Keramikgefäß. Bei etwa zehn Prozent der Toten befand sich auch ein einzelner Bronzegegenstand, meist eine Axt. Die Toten lagen in der Regel in einfachen Erdgruben auf der linken Seite, die Arme und Beine angewinkelt (Hocker) in Nord-Süd-Ausrichtung.
Der Tote im Grabhügel hingegen lag auf dem Rücken mit ausgestreckten Beinen (Streckergrab). Ihm wurden mehrere Gefäße sowie mehrere Bronze- und einige Goldartefakte mitgegeben. Diese Überausstattung, eine Repräsentation von Reichtum durch eine ungewöhnliche Beigabenfülle, wird vor allem anhand des Goldschmucks deutlich:
„Goldener Armschmuck ist in der entwickelten Frühbronzezeit in Mitteldeutschland und im Karpatenbecken erstmals nachgewiesen und wird sogleich zu einem vorrangigen Symbol von Macht und Status besonderer Vertreter einer männlichen Elite. In Mitteldeutschland wird dies durch eine entsprechende Prunkgrabsitte deutlich, für die es, bezogen auf die gehäufte Beigabe goldener Artefakte, keine Entsprechungen im übrigen zentralen Kontinentaleuropa gibt.“
Durch die Überausstattung und den Goldschmuck sowie den aufwändigen Hügelaufbau mit Totenkammer, Steinpackung und Erdaufschüttung hebt sich der Tote deutlich von den anderen zeitgleichen Bestattungen ab. Die Art der Niederlegung kann auch als bewusster Rückgriff der neuen Eliten auf alte Bestattungssitten der Schnurkeramik im Neolithikum interpretiert werden, um eine lange Traditions- und Abstammungslinie zu konstituieren:
„Die in neolithischer Tradition errichteten Gräber der Aunjetitzer Kultur zeigen in direkter Weise die Vermittlung traditioneller Werte durch ein bestimmtes Individuum, sie zeigen auch deutlich dessen Berufung auf Deszendenzlinien im Gegensatz zur ‚Restbevölkerung‘, die in nicht-neolithischer Weise bestattet wurde; ihr scheinen die Abstammungsrechte abgesprochen oder zumindest nur für eine kurze Deszendenzlinie zugesprochen worden zu sein.“
Für die Traditionsthese spricht auch, dass dem Toten Steingeräte (Ambossstein und Schuhleistenkeil) mit ins Grab gegeben wurden. Der Schuhleistenkeil war eine typische Beigabe der Schnurkeramik und kam in der Aunjetitzer Kultur außer in den Fürstengräbern nicht mehr vor.
Damit wird eine herausgehobene Stellung des Toten im Vergleich zur Restbevölkerung herausgestellt. Wahrscheinlich wurde dies auch noch durch religiöse Rituale betont. Die Dolche und Beile lagen in strenger Ausrichtung der Himmelsachsen (ost-westlich nach Sonnenauf- und -untergang sowie nord-südlich nach dem Mittagshöchststand wie der Tote selbst).
Es gibt durchaus unterschiedliche Meinungen, wie dies zu deuten sei. Aber Konsens herrscht darüber, dass der Tote einer Elite angehörte, die religiöse Macht (Kontrolle über Kulte) mit wirtschaftlicher Macht (Kontrolle über Metall-, Bronze- und Salzhandel) verband.

### Interpretation der Bestattung

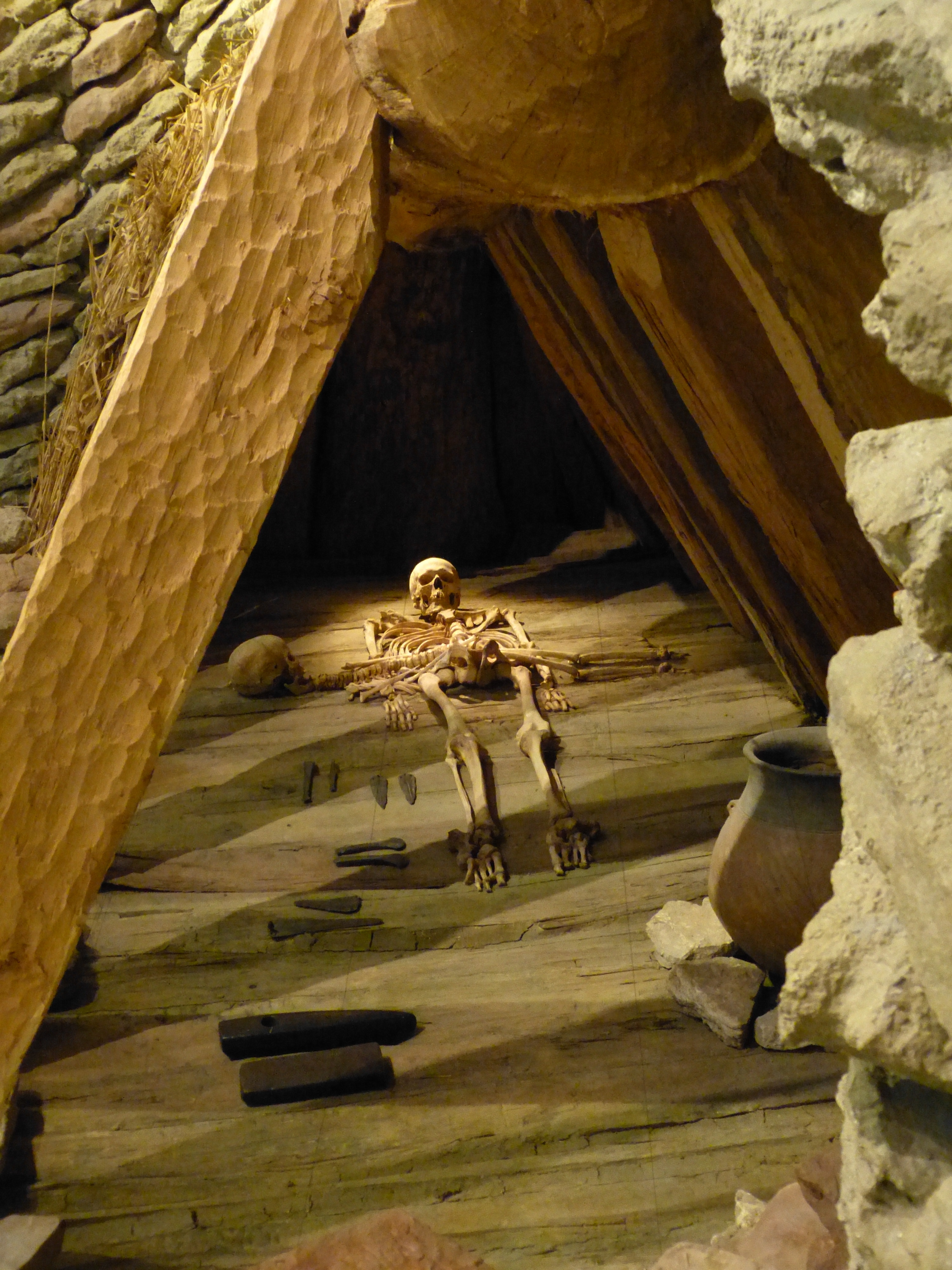
Rekonstruktion des Fürstengrabs von Leubingen, Museum für Ur- und Frühgeschichte in Thüringen (Weimar)

Die Grabbeigaben lassen darauf schließen, dass der Tote Mitglied einer Elite war. Seine Position in der Gesellschaft ist noch nicht endgültig geklärt. Der Ausgräber Friedrich Klopfleisch interpretierte ihn als den Herrscher des Gebietes. Er notierte in seinem Tagebuch die Beobachtung, dass die Steine der Grababdeckung aus einem Umkreis von bis zu 30 km um das Grab stammen. Dies stellte für ihn die Ausdehnung des Herrschaftsbereiches dar. Da viele Beigaben aus Bronze sind bzw. für die Metallbearbeitung verwendbar waren, wird die Bestattung auch als Metallurgengrab interpretiert. Dagegen argumentiert François Bertemes:
„[Es] fanden sich im Grab drei Metallmeißel […] und ein schachtelförmiger, im Querschnitt rechteckiger Amboss, der eventuell auch als Probierstein gedient haben könnte. Amboss und Meißel lassen sich mit metallurgischen Aktivitäten in Verbindung bringen. Dass dieser `Fürst` aber selbst Schmied war, ist eher unwahrscheinlich. Vielmehr ist zu vermuten, dass die Werkzeuge als Symbole dafür dienen sollten, dass der wirtschaftliche Hintergrund seines Reichtums und seines Standes die Kontrolle der Kupferlagerstätten und der Metallurgiekette war.“
Martin Jahn sah ihn hingegen als Priester an. Das mitgeopferte Kind hätte ihn im Jenseits bedienen sollen und für das Weiterleben nach dem Tod wären die Tongefäße vorgesehen, die Nahrung enthalten hätten.
Für Ilona Knapp ist in Leubingen eindeutig ein Häuptling begraben, der zu seiner Zeit die wirtschaftliche, religiöse und militärische Macht innehatte.
Aufgrund der vielen unterschiedlichen Deutungen konstatiert Svend Hansen, dass die Grabhügel so ungewöhnlich und einzigartig sind, dass wir die Bedeutung des Bestatteten nicht genau erfassen können:
„Die ‚Fürstengräber‘ im Saale-Unstrut-Gebiet, insbesondere die Gräber von Leubingen und Helmsdorf, repräsentieren aufgrund des aufwendigen Grabbaus und ihrer reichhaltigen Bronze- und Goldbeigaben zweifellos die Spitze der frühbronzezeitlichen Sozialstruktur, soweit diese sich im archäologischen Fundniederschlag erfassen lässt. Die Ausstattungsfülle dieser Gräber erscheint im Vergleich sowohl zu zeitlich vorausgehenden Gräbern der Schnurkeramik- bzw. der Glockenbecherkultur als auch zu den zeitgleichen Frühbronzezeitkulturen in Mitteleuropa singulär. Daher fällt es schwer, ihr Erscheinungsbild aus einer historischen Entwicklung herzuleiten und ihr Verhältnis zu den zeitgleichen Bestattungen Mitteleuropas in soziale Termini zu bestimmen.“
Vere Gordon Childe ordnete in einem Artikel die Fürstengräber in die historische Entwicklung ein und erklärte den Unterschied zu den zeitgleichen Bestattungen. Er bezog sich darauf, dass in einer Periode von ärmlich ausgestatteten Gräbern plötzlich eine solche Überausstattung auftrat, und konstatierte:

“We can thus formulate a general rule as follows: in a stable society the grave-goods tend to grow relatively and even absolutely fewer and poorer as times go on. In other words, less and less of the deceased`s real wealth, fewer and fewer of the goods that he or she had used, worn, or habitually consumed in life were deposited in the tomb or consumed on the pyre. The stability of a society may be upset by an invasion or immigration on a scale that requires a radical reorganisation or by contact between barbarian and civilized societies so that, for instance, trade introduces new sorts of wealth, new opportunities for acquiring wealth and new classes (traders) who do not fit in at once into the kinship organisation of a tribe.”

„So können wir folgende Grundregel aufstellen: In einer stabilen Gesellschaft nehmen im Lauf der Zeit die Zahl und der Wert von Grabbeigaben sowohl relativ als auch absolut ab. Anders ausgedrückt, von dem wirklichen Reichtum des Toten, von den Gütern, die er oder sie gebraucht, getragen oder verwendet hatte, werden immer weniger in das Grab oder zur Feuerbestattung beigegeben. Jedoch kann die Stabilität einer Gesellschaft dermaßen gestört werden, dass eine weitgehende Umstrukturierung nötig wird: das kann durch eine Invasion geschehen, durch massive Einwanderung, oder auch wenn durch den Kontakt zwischen rückständigen und fortschrittlichen Gesellschaften neue Möglichkeiten entstehen, zu Reichtum zu gelangen, neue Formen von Reichtum, und eine neue Klasse von Händlern sich so nicht sofort ins bisherige Stammesgefüge einordnen lässt.“

Genau dies scheint bei Leubingen der Fall zu sein: Der Kontakt zu einer bronzeherstellenden Kultur in Böhmen und Mähren und die Kontrolle des Kupfer- und Zinnhandels nach Süden sowie des Bronzehandels nach Norden ermöglichte es den Zwischenhändlern, für sich Reichtum abzuschöpfen, den es vor der Bronzezeit nicht gegeben hatte. Diese neue Schicht lag, laut Childe, in den Grabhügeln. Er würde die Toten eher als Händler denn als Fürsten ansprechen. Und es würde auch erklären, warum die Fürstengräber nicht im Zentrum der Aunjetitzer Kultur errichtet wurden, sondern in Kontaktflächen, die von dem Handel profitierten. Ebenso würde diese Theorie plausibel machen, dass Fürstengräber nur in einer kurzen Epoche erschienen, nicht in der ganzen Aunjetitzer Zeit. Als die neuen Eliten in die Führungsschicht integriert wurden oder der Handel zusammenbrach, wurden keine weiteren aufwändigen Gräber errichtet.
Bisher versuchten die Theorien, dem Bestatteten eine Position in der Stammesgesellschaft zuzuweisen. Einen anderen Ansatz verfolgt Tobias Kienlin, wenn er argumentiert, dass es die damals noch lebenden Menschen waren, die diese Gräber errichteten und den Toten auf seine außergewöhnliche Weise bestatteten. Nicht der Tote bestimmte, wie er niedergelegt würde, sondern die Gemeinschaft, wie sie den Toten sah und wie sie ihn ausstattete. Kollektive Elemente der Bestattung und die Bedeutung der Bestattungszeremonie seien nach Kienlin wichtig für den gesellschaftlichen Zusammenhalt und die kulturelle Identität. In einer Zeit des Umbruchs – der Metallverwendung und der Hierarchiebildung – wären die Fürstengräber Ausdruck der Verunsicherung traditioneller Gruppen und nicht das Zeichen einer neuen Händlerschicht wie bei Childe. Durch ein gemeinschaftsstiftendes rituelles Handeln sei versucht worden, der Verunsicherung zu begegnen.
„[…] noch werden die `Fürstengräber` in erster Linie dazu gedient haben, die noch instabilen Machtansprüche neuer Eliten zu festigen. Vielmehr galt es, in einer Umbruchphase Gemeinschaft zu wahren und kulturelle Kohärenz [Zusammenhalt] – weshalb auch dem Phänomen `Füstengrab` keine allgemeine Verbreitung oder längere Dauer beschieden war. Denn nicht Eliten dauern in erster Linie fort, die sich über kompetitives Handeln [Wettbewerb] oder Bezug zu Ahnen legitimieren mussten, sondern die Gesellschaft – vielleicht mit Ansätzen sozialer Hierarchien –, der die veränderte Welt der Metallzeit wieder zur Normalität geworden war.“
Die unterschiedlichen Interpretationen der aufgefundenen Grabbeigaben zeigen, dass sich die Forschung nicht einig darüber ist, welche Stellung der Tote genau innehatte.

## Vergleichbare Grabanlagen
Der Grabhügel von Leubingen gehört zu den größten seiner Art. Ähnliche Grabhügel der Aunjetitzer Kultur sind das Fürstengrab von Helmsdorf bei Gerbstedt mit ebenfalls 34 m Durchmesser und der Grabhügel von Dieskau. Weitere 13 Grabhügel sind im mitteldeutschen Raum luftbildarchäologisch nachweisbar. Eine Ausnahmeerscheinung stellt der 2010 wiederentdeckte Bornhöck bei Raßnitz dar, der mit einst 65 m Durchmesser und etwa 15 m Höhe die anderen bekannten Aunjetitzer Grabhügel Mitteldeutschlands deutlich überragte.
In der Leubinger Kultur stehen Grabhügel immer einzeln. Bei Łęki Małe (Klein Lenka) in Polen, etwa 70 km südlich von Posen, existiert eine Gruppe mit elf Grabhügeln der Aunjetitzer Kultur. Sie waren nicht so reich ausgestattet wie das Prunkgrab von Leubingen, doch es befanden sich dort ebenfalls Bronzebeile, Dolche, Ösenkopfnadeln und einzelne Schmuckstücke aus Gold. Eine andere Gruppe dieser Grabhügel befindet sich im nahe gelegenen Bruszczewo.
Im Gebiet der Wessex-Kultur (2000–1600 v. Chr.) im Bereich von Wessex, Cornwall und der Bretagne befinden sich ebenfalls Grabhügel. Ein bekanntes Beispiel ist der von Kernonen, Region Plouvorn/Bretagne. Sie weisen, vergleichbar mit der Leubinger Bestattung, ebenfalls eine Überausstattung mit kreuzförmig übereinandergelegten Dolchen auf.
„Die ‚Fürstengräber‘ in Wessex, der Bretagne und in Mitteldeutschland sind schon lange in einem engen Zusammenhang gesehen worden. Besonders hervorzuheben ist, dass in diesen drei Zentren die Beigabe von `Waffenarsenalen` nachweisbar ist: Insbesondere die bretonischen Gräber repräsentieren einen `Kult um die Klinge`. […] In diesen Oberschichtgräbern der Frühbronzezeit materialisiert sich somit eine Idee, die schwerlich in drei unterschiedlichen Regionen unabhängig voneinander aufgekommen sein dürfte, sondern vielmehr als das Ergebnis eines Kommunikationszusammenhangs gedeutet werden kann.“
Auch in der El-Argar-Kultur, die im Südosten Spaniens zwischen 1800 und 1300 v. Chr. verbreitet war, gab es Gräber mit reicher Ausstattung, inklusive Goldbeigaben, bei denen Tote in Nord-Süd-Ausrichtung niedergelegt wurden.

## Vergleich der mitteldeutschen Fürstengräber
|                 | Leubingen                                                  | Helmsdorf                                                  | Bornhöck                                                                           |
| --------------- | ---------------------------------------------------------- | ---------------------------------------------------------- | ---------------------------------------------------------------------------------- |
| Entstehungszeit | 1942±10 v. Chr.                                            | 1840±10 v. Chr.                                            | 1850–1700 v. Chr.                                                                  |
| Hügel           |                                                            |                                                            |                                                                                    |
| Höhe            | 8,5 m                                                      | 6,82 m                                                     | 13 (15?) m                                                                         |
| Durchmesser     | >48 m                                                      | 33–34,5 m                                                  | 65 m                                                                               |
| Volumen         | >7270 m³                                                   | 2031,7 m³                                                  | ~20050 m³                                                                          |
| Steinkern       |                                                            |                                                            |                                                                                    |
| Höhe            | >2 m                                                       | 3,45 m                                                     | >4 m                                                                               |
| Durchmesser     | 20 m                                                       | 13,5 m                                                     | 18,5 m                                                                             |
| Totenhütte      |                                                            |                                                            |                                                                                    |
| Höhe            | 1,25 m                                                     | 1,5 m                                                      | 2,7 m                                                                              |
| Länge           | 2,7 m                                                      | 3,5 m                                                      | 5,3 m                                                                              |
| Breite          | 1,25 m                                                     | 2,7 m                                                      | 2,7 m                                                                              |
| Beigaben        |                                                            |                                                            |                                                                                    |
| Keramik         | 1 Gefäß Scherben weiterer Gefäße                           | 1 Gefäß                                                    | ?                                                                                  |
| Steingeräte     | 1 Serpentin-Axt 1 Amboss- oder Probierstein                | 1 Diorit-Axt                                               | ?                                                                                  |
| Bronze          | 2 Randleistenbeile 3 Meißel 3 Dolchklingen 1 Stabdolch     | 1 Flachbeil 2 Dolche Perlen (Reste)                        | 1 Nadel weitere Gegenstände                                                        |
| Gold            | 1 massiver Armring 2 Noppenringe 1 Spiralröllchen 2 Nadeln | 1 massiver Armring 2 Noppenringe 1 Spiralröllchen 2 Nadeln | 1 Beil 2 Armbänder 1 massiver Armring 1 Ösenhalsring „Draht“ 7 weitere Gegenstände |

kursiv: nicht erhalten/verschollen